# Refugee Nation-vlag
De Refugee Nation-vlag is een vlag die in 2016 werd ontworpen als symbool voor vluchtelingen wereldwijd. De vlag werd geïntroduceerd in de aanloop naar de Olympische Zomerspelen 2016 in Rio de Janeiro, waar voor het eerst een speciaal Olympisch vluchtelingenteam deelnam aan de Olympische Spelen. De vlag werd ontworpen door de Syrisch-ontwerper Yara Said, zelf een vluchteling, en is bedoeld als een herkenbaar en verenigend symbool voor mensen die gedwongen zijn hun thuisland te verlaten.

## Ontwerp en symboliek
De vlag bestaat uit een oranje achtergrond en toont onderin een smalle zwarte horizontale baan. Volgens de ontwerpster verwijst het oranje naar de reddingsvesten die veel vluchtelingen dragen tijdens hun overtocht over zee. Het zwart symboliseert de moeilijkheden en gevaren die vluchtelingen onderweg tegenkomen. Het ontwerp is bewust eenvoudig gehouden, zodat de vlag gemakkelijk herkenbaar en reproduceerbaar is.

## Gebruik en erkenning
De Refugee Nation-vlag werd voor het eerst gebruikt tijdens de Olympische Zomerspelen 2016, toen het Olympisch vluchtelingenteam deelnam onder de Olympische vlag. Hoewel de vlag niet officieel erkend werd door het Internationaal Olympisch Comité (IOC), kreeg deze brede aandacht en werd hij gebruikt door activisten, organisaties en supporters van vluchtelingenrechten.
Na 2016 is de vlag bij verschillende evenementen en demonstraties gebruikt als symbool van solidariteit met vluchtelingen. In 2020, bij de Olympische Zomerspelen 2020 in Tokio, werd opnieuw een Olympisch vluchtelingenteam gevormd, maar zij bleven officieel onder de Olympische vlag deelnemen.